# جانورگشنی

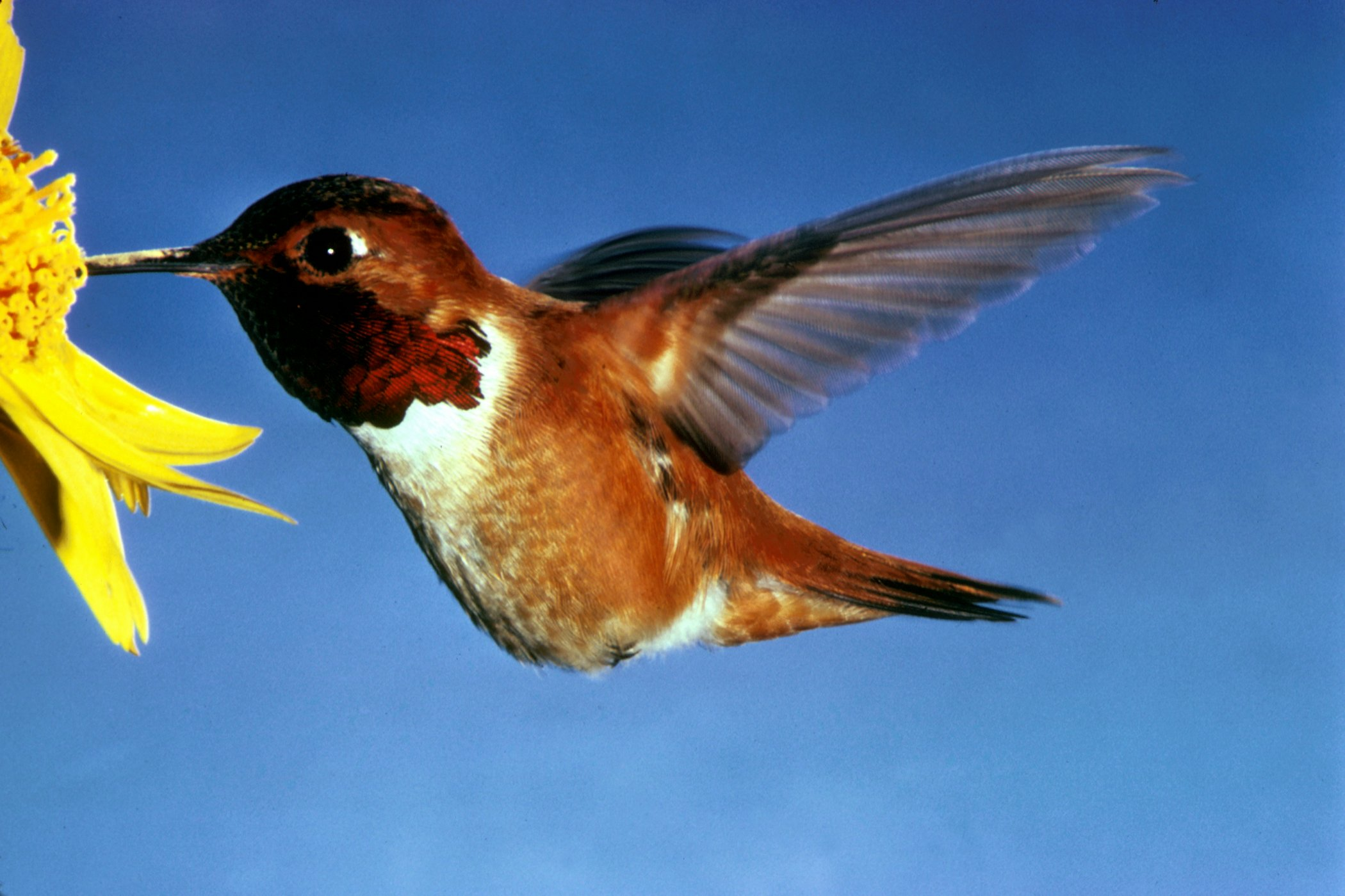
مرغ مگس حنایی (Selasphorus rufus) جذب گل‌های رنگارنگ می‌شود و به گرده افشانی گیاه کمک می‌کند.

جانورگُشنی (به انگلیسی: Zoophily، zoogamy)، نوعی گرده‌افشانی است که در آن گرده توسط جانوران، معمولاً توسط بی‌مهرگان، اما در برخی موارد توسط مهره‌داران، به ویژه پرندگان و خفاش‌ها، و همچنین توسط جانوران دیگر منتقل می‌شود. گونه‌های جانورگُشن اغلب سازوکارهای را تکامل داده‌اند تا خود را برای نوع خاصی از گرده‌افشانی جذاب‌تر کنند، مثلاً با ایجاد گل‌های رنگارنگ یا معطر، شهد، و شکل‌های و الگوهای جذاب. این روابط گیاه-جانور به دلیل منبع غذایی که در ازای گرده‌افشانی فراهم می‌شود، اغلب برای یکدیگر سودمند هستند.

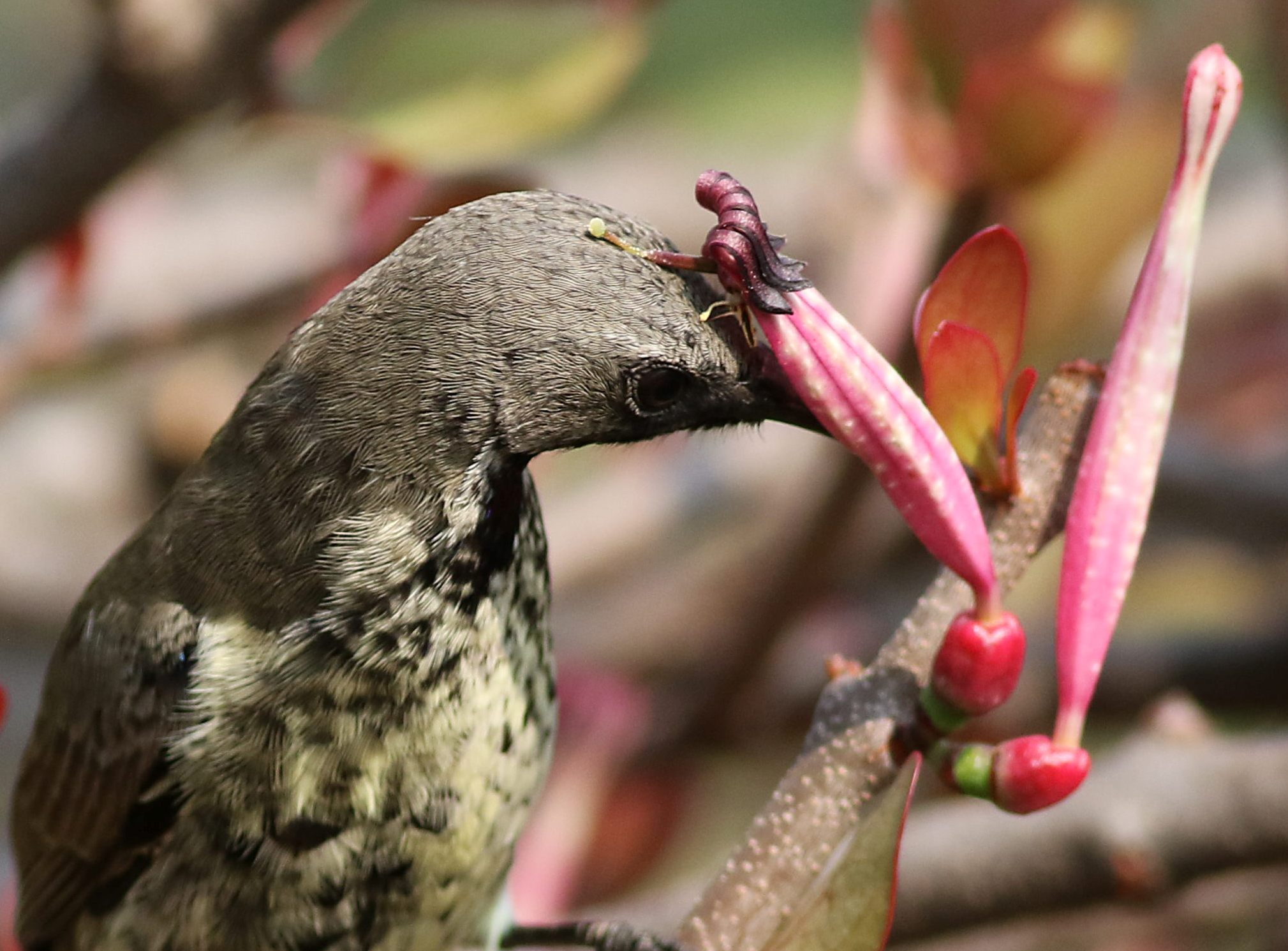
بساک پر از گرده دارواش Tapinanthus به پیشانی پرنده شهدخوار آمیتیست ساییده می‌شود.

گرده‌افشانی به عنوان انتقال گرده از پرچم (گل) به کلاله تعریف شده است.

## جستار بیشتر
- خودگشنی